# ISO/IEC 17799
ISO/IEC 17799 — стандарт информационной безопасности, опубликованный в 2005 году организациями ISO и IEC. Он озаглавлен Информационные технологии — Технологии безопасности — Практические правила менеджмента информационной безопасности (англ. Information technology - Security techniques - Code of practice for information security management). Текущая версия стандарта является переработкой версии, опубликованной в 2000 году, которая являлась полной копией Британского стандарта BS 7799-1:1999.
Стандарт предоставляет лучшие практические советы по менеджменту информационной безопасности для тех, кто отвечает за создание, реализацию или обслуживание систем менеджмента информационной безопасности. Информационная безопасность определяется стандартом как «сохранение конфиденциальности (уверенности в том, что информация доступна только тем, кто уполномочен иметь такой доступ), целостности (гарантии точности и полноты информации и методов её обработки) и доступности (гарантии в том, что уполномоченные пользователи имеют доступ к информации и связанным ресурсам)».
Текущая версия стандарта состоит из следующих основных разделов:
- Политика безопасности (Security policy)
- Организация информационной безопасности (Organization of information security)
- Управление ресурсами (Asset management)
- Безопасность человеческих ресурсов (Human resources security)
- Физическая безопасность и безопасность окружения (Physical and environmental security)
- Управление передачей данных и операционной деятельностью (Communications and operations management)
- Контроль доступа (Access control)
- Разработка и обслуживание систем (Information systems acquisition, development and maintenance)
- Управление расследованием инцидентов информационной безопасности (Information security incident management)
- Управление непрерывностью бизнеса (Business continuity management)
- Соответствие требованиям (Compliance)